# 飯浦郵便局
飯浦郵便局（いいのうらゆうびんきょく）は、島根県益田市にある郵便局。民営化前の分類では集配特定郵便局であった（現在は集配機能を廃止）。

## 概要
住所：〒699-3761 島根県益田市飯浦町イ939-1

## 沿革
- 1872年8月4日（明治5年7月1日） - 飯浦郵便取扱所として開設[1]。
- 1875年（明治8年）1月1日 - 飯浦郵便局となる。
- 1885年（明治18年）10月1日 - 貯金取扱を開始。
- 1891年（明治24年）2月16日 - 為替取扱を開始。
- 1963年（昭和38年）2月24日 - 電話交換事務を益田小浜郵便局に移管[2]。
- 1974年（昭和49年）6月26日 - 益田小浜郵便局から和文電報配達業務を移管。
- 1985年（昭和60年）11月1日 - 風景入通信日付印の使用を開始。
- 2007年（平成19年）10月1日 - 民営化に伴い、併設された郵便事業益田支店飯浦集配センターに一部業務を移管。
- 2012年（平成24年）10月1日 - 日本郵便株式会社発足に伴い、郵便事業益田支店飯浦集配センターを飯浦郵便局に統合。
- 2015年（平成27年）3月2日 - 集配業務を白上郵便局に移管、無集配局となる。郵便番号を699-3799から699-3761に変更。

## 取扱内容
- 郵便、印紙、ゆうパック、内容証明
- 貯金、為替、振替、振込、国債
- 生命保険、バイク自賠責保険
- ゆうちょ銀行ATM（管轄はゆうちょ銀行広島支店）

## 周辺
- 益田市立飯浦小学校
- 飯浦漁港
- 人形鼻
- 国道191号

## アクセス
- JR山陰本線 飯浦駅から北へ約300m（徒歩約6分）
- 石見交通バス 飯浦停留所下車
- 石見空港から西へ約12km
- 駐車場あり：3台